# Hickling (Nottinghamshire)
Pour les articles homonymes, voir Hickling.
Hickling est un village du Nottinghamshire, en Angleterre.